# Francesco Martinelli
Francesco (Franz) Martinelli (° 1651, région du lac de Côme en Italie - † 28 octobre 1708 à Vienne), était un architecte autrichien d'origine italienne.

## Œuvres
Franz Martinelli a participé à la construction de l'église Saint-Pierre (Vienne, Autriche). En 1684, il était chargé de la restauration de la Servitenkirche à Vienne. Puis en 1687, il a dirigé la construction de l'abbaye de Heiligenkreuz. Son travail le plus important concerne le palais Esterházy (Vienne, Wallnerstraße), qu'il a d'abord rénové en 1685 puis complètement reconstruit jusqu'en 1695. Il a aussi conçu la basilique franciscaine à Frauenkirchen en Hongrie. Il contribua à l'embellissement du château d'Uherčice (Znojmo) (Ungarschitz) en lui donnant son aspect baroque sous l'égide du comte Heissler de Heitersheim.

## Famille
Il est le père des architectes Anton Erhard Martinelli et Johann Baptist Martinelli.